# 12976 Каліненков
12976 Каліненков (12976 Kalinenkov) — астероїд головного поясу, відкритий 26 серпня 1976 року.
Тіссеранів параметр щодо Юпітера — 3,471.